# Petr Bartovský
Petr Bartovský (* 1973) je český voják, od července 2024 ředitel Vojenského zpravodajství.

## Život
V letech 1995 až 1998 vystudoval Vysokou vojenskou školu pozemního vojska ve Vyškově (získal titul Ing.). V roce 2015 pak absolvoval studijní program MPA na CEVRO Institutu Praha a v roce 2016 ještě kurz Generálního štábu Vojenského zpravodajství.
Do služebního poměru vojáka z povolání byl přijat v roce 1994. Následně v Armádě ČR působil ve velitelských a štábních funkcích v podřízenosti 1. armádního sboru a Velitelství pozemních sil. 
V roce 2001 byl přeložen k tehdejšímu Vojenskému obrannému zpravodajství a v rámci kariéry u VZ v dalších letech zastával několik vedoucích funkcí, kdy byl v letech 2015 až 2021 ředitelem odboru a v letech 2022 až 2024 ředitelem úřadu. Dvakrát byl nasazen v zahraničních operacích KFOR (Kosovo, 2005) a EUFOR (Bosna a Hercegovina, 2006). Je držitelem prověrky na stupeň Přísně tajné. Dne 8. května 2022 jej prezident Miloš Zeman jmenoval do hodnosti hodnosti brigádního generála.
V dubnu 2024 projednal Výbor pro obranu Poslanecké sněmovny PČR návrh ministryně obrany ČR Jany Černochové na jmenování Bartovského do funkce nového ředitele Vojenského zpravodajství. O den později jeho jmenování schválila jednomyslně i Vláda ČR. Funkce se ujal dne 1. července 2024 a nahradil tak Jana Berouna. Dne 28. října 2024 jej prezident Petr Pavel jmenoval do hodnosti hodnosti generálmajora.
Petr Bartovský hovoří anglicky a pasivně rusky. Mezi jeho zájmy patří historie, turistika, střelba. Je nositelem několika českých a zahraničních vyznamenání (Záslužný kříž ministra obrany ČR I. stupně, Medaile ministra obrany ČR Za službu v zahraničí, Medaile Karla Kramáře, DIA Directors Award, The European Security Defence Policy Service Medal, The Commemorative Medal (Gold Degree) of the MNSS, Medaile Vojenského spravodajstva 1. třídy).